# Pteris muricatopedata
Pteris muricatopedata là một loài thực vật có mạch trong họ Pteridaceae. Loài này được Arbeláez miêu tả khoa học đầu tiên năm 1995.